# 接口描述语言
接口描述语言（Interface description language，缩写IDL），是用来描述软件组件介面的一种计算机语言。IDL通过一种獨立於編程語言的方式来描述接口，使得在不同平台上运行的对象和用不同语言编写的程序可以相互通信交流；比如，一个组件用C++写成，另一个组件用Java写成。
IDL通常用于远程调用软件。在这种情况下，一般是由远程客户终端调用不同操作系统上的对象组件，并且这些对象组件可能是由不同计算机语言编写的。IDL建立起了两个不同操作系统间通信的桥梁。
在IDL基础上开发出来的软件系统有Sun的ONC RPC，The Open Group的分散式運算環境，IBM的系統物件模型，Object Management Group的CORBA，和SOAP（用于Web service）。

## 典型的
- IDL規格語言，the original Interface Description Language.
- Microsoft接口定义语言
- HIDL（英语：HIDL）（HAL Interface Definition Language，硬件抽象层接口描述语言），用于Android操作系统8.0及以上版本
- 開放服務介面定義（英语：Open Service Interface Definitions）
- 平台獨立元件建模語言（Platform-Independent Component Modeling Language）
- Simple Object Access Protocol（SOAP）
- WDDX（英语：WDDX）
- XML-RPC，the predecessor of SOAP

## 项目
- JavaSE Corba （页面存档备份，存于）
- Thrift  （页面存档备份，存于）
- ICE  （页面存档备份，存于）